# Deoxynivalenol
Deoxynivalenol (DON), auch bekannt als Vomitoxin, ist ein Mykotoxin (Schimmelpilzgift) mit Trichothecen-Grundgerüst sowie ein Sesquiterpen.

## Vorkommen
Deoxynivalenol kommt als Stoffwechselprodukt verschiedener Pilze der Gattung Fusarium (Fusarium culmorum, Fusarium graminearum) vor allem auf befallenem Getreide (Weizen, Gerste, Hafer, Mais) vor. In einer Untersuchung amerikanischer Flüsse war Deoxynivalenol das am häufigsten nachgewiesene Mykotoxin.

## Eigenschaften
Deoxynivalenol ist chemisch relativ beständig. In wässrigem Medium sind Temperaturen größer 120 °C notwendig, um einen teilweisen Abbau zu erreichen. Hohe pH-Werte begünstigen den Abbau. Bekannte Abbauprodukte sind norDON A, norDON B und norDON C, 9-hydroxymethyl DON lactone, norDON D, norDON E und norDON F. Ein Abbau beim Backen von Brötchen wurde beobachtet.

## Analytik
Die zuverlässige Identifizierung und Quantifizierung von DON in den unterschiedlichen Matrices kann durch chromatographische und massenspektrometrische Verfahren gewährleistet werden. Sowohl die Gaschromatographie (GC) als auch die Hochleistungsflüssigkeitschromatographie (HPLC) haben sich als zuverlässige Trenntechniken bewährt. Zur gaschromatographischen Analyse werden in der Regel geeignete Derivate (z. B. Trimethylsilylderivate) eingesetzt. Bei der HPLC sind Trennungen und MS-Messungen auch ohne Derivatisierung möglich. Die anschließende Massenspektrometrie ist sowohl mit Ionenfallen- als auch mit Quadrupolsystemen möglich. Die Anwendung beider MS-Ionisierungstechniken kann die Sicherheit der analytischen Aussagen im sogenannten 'low-level'-Bereich erheblich steigern. Das Massenspektrum des Deoxynivalenols ist in der Spektrenbibliothek des NIST gelistet.

## Biologische Bedeutung
Deoxynivalenol ist ein Mykotoxin. Akut toxische Dosen verursachen Übelkeit und Erbrechen, woher sich die synonyme Bezeichnung Vomitoxin (von engl. vomit „erbrechen“ und toxin „Gift“) ableitet. Es ist ein gastrointestinaler Reizstoff. Deoxynivalenol ist ein Hemmstoff der Proteinbiosynthese. Bei Nutztieren verursacht mit Deoxynivalenol kontaminiertes Futter eine Wachstumsverzögerung, eine Beeinträchtigung des Immunsystems mit der Folge einer erhöhten Infektanfälligkeit. Eine gewisse Teratogenität lässt sich nachweisen.

## Vermeidungsstrategien
Während der Produktion von Getreide können zahlreiche Maßnahmen ergriffen werden, um die Konzentration von Deoxynivalenol im Erntegut zu verringern. Dazu zählen die Vermeidung von Mais als Vorfrucht, wendende Bodenbearbeitung, der Anbau von Getreidesorten mit geringer Anfälligkeit gegen Fusarium-Arten sowie der Einsatz von Fungiziden. Wobei durch Azoxystrobin nur ein Teil der mykotoxinbildenden Pilze verringert werden konnte. Auch Behandlungen mit Metconazol und Tebuconazol erreichten nur eine Reduktion der Mykotoxinkonzentrationen um etwa die Hälfte. In einer Metastudie von Brodal et al. (2016) wurden aus den zusammengefassten Studien festgestellt, dass in der Mehrheit der Studien bei Getreide, dass nach Richtlinien des ökologischen Landbaus angebaut wurde, zum Teil keine signifikanten Unterschiede zum konventionellen Anbau festgestellt wurden. In einigen Studien waren signifikant geringere Mykotoxingehalte im Bio-Getreide nachzuweisen.

## Reduzierung in der weiteren Verarbeitung
In der Getreidemühle kann der DON-Gehalt einer Getreidepartie – sofern sie nicht komplett abgelehnt wird – durch Reinigungsschritte, wie z. B. Schwarz- oder Weißreinigung weiter reduziert werden. Auch Tischausleser (Leichtkornausleser oder Paddy-Ausleser) können eingesetzt werden, da Fusarienkörner leichter sind als gesunde Weizenkörner. Farbausleser können Fusarienkörner mit ähnlicher Effizienz auslesen und damit den DON-Wert senken, da diese Körner oft weißer sind und besonders unter dem Licht einer speziellen Nah-Infrarotkamera (NIR InGaAs) als heller erkannt werden. In der Kleie sind die DON-Gehalte höher als im Mehlkern. Bei zeitgemäßer Verarbeitung von Getreide wurde im 1. Mehl der DON-Gehalt gegenüber weißgereinigtem Getreide um 36 % vermindert, während andere Autoren von einer Reduzierung von bis zu 50 % berichten.

## Höchstmengenverordnung
Gesetzliche Höchstmengen für Deoxynivalenol (laut Verordnung (EG) Nr. 1881/2006):
| Erzeugnis                                                        | Höchstgehalt (in µg/kg bzw. ppb) |
| ---------------------------------------------------------------- | -------------------------------- |
| unverarbeitetes Getreide (außer Hartweizen, Hafer, Mais)         | 1.250                            |
| unverarbeiteter Hartweizen, Hafer und Mais                       | 1.750                            |
| Mehl                                                             | 750                              |
| Teigwaren                                                        | 750                              |
| Brot, Feine Backwaren, Frühstückscerealien                       | 500                              |
| Getreidebeikost und andere Beikost für Säuglinge und Kleinkinder | 200                              |

## Weiterführende Literatur
- C. Böhm: Entwicklung einer immunanalytischen Methode für die Probenvorbereitung von Deoxynivalenol und Zearalenon in Lebens- und Futtermitteln. (PDF; 658 kB) Dissertation, Universität Wien, 2009